# Antoine Touron
Padre Antoine Touron (Graulhet, 5 settembre 1686 – Parigi, 2 settembre 1775) è stato un presbitero, storico e biografo francese, appartenne all'ordine Domenicano.

## Opere
- Vie de saint Thomas d'Aquin, Paris (1737),
- Vie de saint Dominique avec une histoire abrégée de ses premiers disciples (1739).
- Histoire des hommes illustres de l'ordre de saint Dominique (1743-1749).
- De la providence, traité historique, dogmatique et moral (1752).
- La main de Dieu sur les incrédules, ou histoire abrégée des Israélites,
- Parallèle de l'incrédule et du vrai fidèle.
- La vie et l'esprit de saint Charles Borromée (1761).
- La vérité vengée en faveur de saint Thomas.
- Histoire générale de l'Amérique depuis sa découverte (1768-1770).